# Clair de lune (nouvelle, juillet 1882)
Pour les articles homonymes, voir Clair de lune (homonymie) et Clair de lune (nouvelle, octobre 1882).
Clair  de lune est une nouvelle de Guy de Maupassant, parue en 1882.

## Historique
Clair de lune est initialement publiée dans la revue Le Gaulois du 1er juillet 1882, puis dans le recueil posthume Le Père Milon en 1899. L'auteur a écrit une nouvelle homonyme, parue le 19 octobre 1882 dans Gil Blas.

## Résumé
Julie reçoit chez elle sa sœur Henriette. Celle-ci revient de Suisse et s’est arrêtée à Paris pour la voir ; son mari, lui, est retourné directement chez eux dans le Calvados.
Julie a un choc quand elle constate qu’Henriette a des cheveux blancs : elle qui n’a que vingt-quatre ans !  Soupçonnant quelque chose de grave, elle lui demande la vérité. "J’ai un amant", lui confesse Henriette en éclatant en sanglots, et elle lui raconte le voyage en Suisse avec son mari, lui, toujours parfait, toujours calme, raisonnable, le seul reproche qu’elle peut lui trouver, c’est qu’il ne répond pas à ses élans de tendresse.
Un soir, alors qu’il est allé se coucher tôt, elle est allée se promener seule au bord du lac des Quatre-Cantons. Elle éprouve sous le clair de lune un besoin d’amour immense et se met à pleurer. Un jeune voyageur la console, il sait traduire ce qu’elle ressent et ils deviennent amants dans une sorte d’hallucination.
Sa sœur la console et lui explique que ce n’était pas cet homme qu’elle a aimé ce soir-là, mais l’amour : son amant, c’était le clair de lune.

## Éditions
- Clair de Lune, dans Maupassant, Contes et Nouvelles, texte établi et annoté par Louis Forestier, éditions Gallimard, Bibliothèque de la Pléiade, 1974  (ISBN 978-2-07-010805-3).